# Marie Schmolková
Marie Schmolková (Schmolka, rozená Eisner; 23. červen 1893 Praha – 27. března 1940 Londýn) byla československá humanitární pracovnice, bojovnice za ženská práva a sionistka, předsedkyně Národního koordinačního výboru pro uprchlíky v Československu. Ve 30. letech zachránila tisíce uprchlíků před nacistickou perzekucí. K jejím spolupracovníkům patřili Milena Jesenská, Max Brod a Nicholas Winton. Jako jediná delegátka Československa se zúčastnila konference v Évianu o židovských uprchlících v červenci 1938.

## Život
Marie byla nejmladší z šesti dětí v asimilované židovské rodině Ignáce (Hynka) Eisnera (1850–1896) původem z Milína a Julie rozené Katzové (dle jiných pramenů Kohnové), ovdovělé Fuchsové (1855–1922) z Votic. Rodiče žili v Praze od 80. let, od roku 1887 na Starém Městě v čp. 545 (Kamzíková 3), kde se narodila i Marie. Eisnerovo uváděné povolání bylo „agent zbožím rukodílným“, tj. prodejce textilu a galanterie, později „obchodní jednatel a spolumajitel domu“. Tři nejstarší dcery (první Irma, 1878–1931, pocházela z matčina předchozího manželství) se provdaly a odstěhovaly, čtvrtý Otto (1886–1906) se zabil na studiích práv, pátý Victor (1889–1891) zemřel ještě před Mariiným narozením. Marie zůstala žít s matkou, která po manželově předčasné smrti na tuberkulózu převzala vedení firmy.
„Stále slyším svou matku, jak říkávala: ta nejmladší Eisnerovic holka je činorodá jako muž. A charakteristika ,jako mužʻ ji pak provázela celý život.“ 
 novinář a celoživotní přítel Felix Weltsch
Marie Eisnerová vystudovala Vyšší dívčí školu ve Vodičkově ulici, kde jednou z jejich profesorek byla Gabriela Preissová. Zřejmě kvůli finanční situaci rodiny (Eisnerovi museli brát na byt podnájemníky) ve studiu nepokračovala, ale roku 1916 navštěvovala přednášky na Karlově univerzitě. Nastoupila do menší banky, kde se vypracovala na zástupkyni vedoucího. Po matčině smrti se v září 1923 vdala za významného advokáta Leopolda Schmolku (1868–1928), majetného vdovce se třemi dospělými dětmi. Manželství bylo šťastné; Marie zůstala bezdětná, ale Schmolkovy děti i vnoučata si ji velice oblíbily. Schmolka však již v únoru 1928 náhle zemřel.

## Dílo
Po ovdovění se Marie Schmolková rozhodla navštívit Egypt, Sýrii a tehdejší mandátní Palestinu. Pod dojmem z ní se aktivně zapojila do sionistického hnutí a jeho ženské organizace (WIZO), kde zastávala funkci výkonné poradkyně. Byla také členkou Židovské strany.
Po Hitlerově nástupu k moci roku 1933 se stala členkou Poradního sboru komisariátu pro uprchlíky z Německa a chopila se koordinace pomoci uprchlíkům před nacistickým režimem, kteří hledali útočiště v Československu. Navštěvovala je, shromažďovala potřebné informace, psala výzvy zahraničním diplomatům a účastnila se jednání v zahraničí. Reprezentovala sbor na mezinárodní úrovni, včetně jednání s tehdejším ministrem zahraničí Edvardem Benešem. V roce 1937 založila a sama dále vedla Comité Central – spojenou organizaci, poskytující pomoc Židům, křesťanským komunistům, sociálním demokratům a německým liberálním demokratům. Přispěla k tomu, že Československo bylo vnímáno jako důležitý hlas v uprchlické otázce.
Tato žena zná osobně každého člověka, který v posledních pěti letech přešel hranice. Zná jejich osudy, zná jejich nebezpečí. Pod záplavou těchto osudů, jako by ani jejího vlastního nebylo. Pohybuje se věčně mezi životem a smrtí, mezi úřady londýnskými, pařížskými a pražskými. Vidí skoro samou beznaděj a podaří se jí po strašném úsilí vymoci jen málo naděje: ale je tak podivuhodně klidná, jako bývají věřící lidé. 
 Milena Jesenská, 1938
Zasloužila se o to, že Britský výbor pro uprchlíky z Československa (British Committee for Refugees from Czechoslovakia, BCRC) spustil projekt na záchranu židovských dětí známý jako Kindertransport, který přivedl do Prahy Nicholase Wintona. Díky němu se podařilo zachránit před deportacemi 669 dětí z Protektorátu. Hned 16. března 1939 Marii Schmolkovou zatklo Gestapo v Jáchymově ulici č. 63/3 na Starém městě, kde pracoval Komitét pro pomoc židovským uprchlíkům vedený Schmolkovou, která pracovala i pro další pomocné uprchlické organizace včetně Židovského pomocného komitétu HICEM. Dva měsíce byla podrobována mnohahodinovým výslechům bez ohledu na to, že měla diabetes; po protestech velvyslanectví USA a řady politiků včetně protektorátní vlády a senátorky Františky Plamínkové byla 18. května propuštěna a ve své práci pokračovala.
Jedním z důvodů mohlo být, že nacisté tehdy podporovali emigraci maxima Židů z nově obsazených území; v srpnu tak Ústředna pro židovské vystěhovalectví, již vedl Adolf Eichmann, vyslala Schmolkovou na jednání do Paříže. Tam ji zastihlo vypuknutí války; přesunula se do Londýna, kde s obtížemi nalezla bydlení a organizační zajištění pro pokračování svých humanitárních aktivit. Zemřela na srdeční selhání půl roku poté; Hájková a Šmok píšou „upracovala se k smrti“.

## Památka
Na pohřbu Schmolkové v krematoriu Golders Green se sešli významní představitelé československého exilu jako Hana Benešová a Wenzel Jaksch.
 „S Pánem Bohem, Mařenko, spolehněte se na nás. Budeme svorni, budeme se mít rádi, zvítězíme a domů si Vás odvezeme. Do té doby odpočívejte a duch Váš pomáhej nám ve společné svaté práci, pro mír, slušnost a svobodu.“ 
 Jan Masaryk ve smuteční řeči
Popel Schmolkové byl však pohřben do společného hrobu nebo rozptýlen; na hřbitově byl k její památce vysazen keř hortenzie, ale ta po letech zašla. Exilová československá pobočka WIZO se přejmenovala na Marie Schmolka Society a roku 1944 vydala pamětní brožuru. Po válce jméno Marie Schmolkové upadlo v zapomnění.
Historikové holokaustu a uprchlictví Anna Hájková a Martin Šmok od roku 2017 o Schmolkové publikují a v říjnu 2018 založili Společnost Marie Schmolkové - The Marie Schmolka Society, z. s. (IČ 07443021), jejímž cílem je shromažďovat informace, finanční prostředky a podporu k vybudování památníků v Londýně a Praze a ke zřízení Ceny Marie Schmolkové za historickou práci zaměřenou na téma židovských sociálních pracovnic v době holokaustu.
Je zastíráno, že organizace Kindertransportů byla organizována většinou ženami, které jsou úplně zapomenuty. Jako Doreen Warrinerová. Když se na tuto problematiku podíváte, tak zjistíte, že Nicholas Winton byl vlastně praktikantem Marie Schmolkové. 
historička Anna Hájková
Praha 1 22. října 2019 udělila Marii Schmolkové čestné občanství in memoriam. V lednu 2020 pak Praha 1 navrhla pojmenovat po Marii Schmolkové dosud bezejmenný park u Staronové synagogy. Návrh ještě projedná magistrátní místopisná komise a schválí Rada hlavního města. Od roku 2024 se po Marii Schmolkové jmenuje nové náměstí vedle budovy Svobodné Evropy v Praze-Strašnicích.